# (2886) Tinkaping
(2886) Tinkaping (1965 YG) – planetoida z pasa głównego asteroid okrążająca Słońce w ciągu 3,64 lat w średniej odległości 2,37 j.a. Odkryta 20 grudnia 1965 roku.